# Eleccions legislatives luxemburgueses de 1994
Les eleccions legislatives luxemburgueses de 1994 se celebraren el 12 de juny de 1994, per a renovar els 60 membres de la Cambra de Diputats de Luxemburg. Va vèncer el Partit Popular Social Cristià del primer ministre Jacques Santer, qui deixà el càrrec el 1995, quan fou nomenat president de la Comissió Europea. El va substituir Jean-Claude Juncker.

## Resultats
| ← Eleccions legislatives luxemburgueses, 1994 → |                                                                          |      |            |        |            |
| Partit                                          | Partit                                                                   | %    | Diferència | Escons | Diferència |
|                                                 | Partit Popular Social Cristià (CSV)                                      | 31.4 | -0,3       | 21     | -1         |
|                                                 | Partit Socialista dels Treballadors (LSAP)                               | 24.8 | -2,4       | 17     | -1         |
|                                                 | Partit Democràtic (DP)                                                   | 18,9 | +2,7       | 12     | +1         |
|                                                 | Els Verds                                                                | 10,9 | ?          | 5      | +1         |
|                                                 | Comitè d'Acció per a la Justícia i la Democràcia dels Pensionistes (ADR) | 7,0  | +0,3       | 5      | -1         |
|                                                 | Partit Comunista de Luxemburg (KPL)                                      | 1.6  | —          | 0      | —          |
| Total                                           | Total                                                                    |      |            | 60     | —          |
| Font: Centre Informatique de l'État             |                                                                          |      |            |        |            |

## Resultats per circumscripcions
|        | CSV   | LSAP  | DP    | Verds | ADR   | KPL  | Altres |
| ------ | ----- | ----- | ----- | ----- | ----- | ---- | ------ |
| Centre | 29,2% | 18,9% | 27,1% | 10,7% | 7,8%  | 1,1% | 5,2%   |
| Est    | 32,6% | 23,1% | 21,3% | 9,1%  | 11,4% | 0,6% | 2,1%   |
| Nord   | 33,2% | 19,1% | 22,8% | 8,4%  | 13,9% | 0,8% | 1,8%   |
| Sud    | 29,3% | 33,5% | 11,6% | 10,2% | 7,1%  | 2,8% | 5,6%   |